# PGRMC2
PGRMC2‏ (Progesterone receptor membrane component 2) هوَ بروتين يُشَفر بواسطة جين PGRMC2 في الإنسان.